# Fallais
Fallais is een dorp in de Belgische provincie Luik en een deelgemeente van Braives. Tot 1 januari 1977 was het een zelfstandige gemeente.

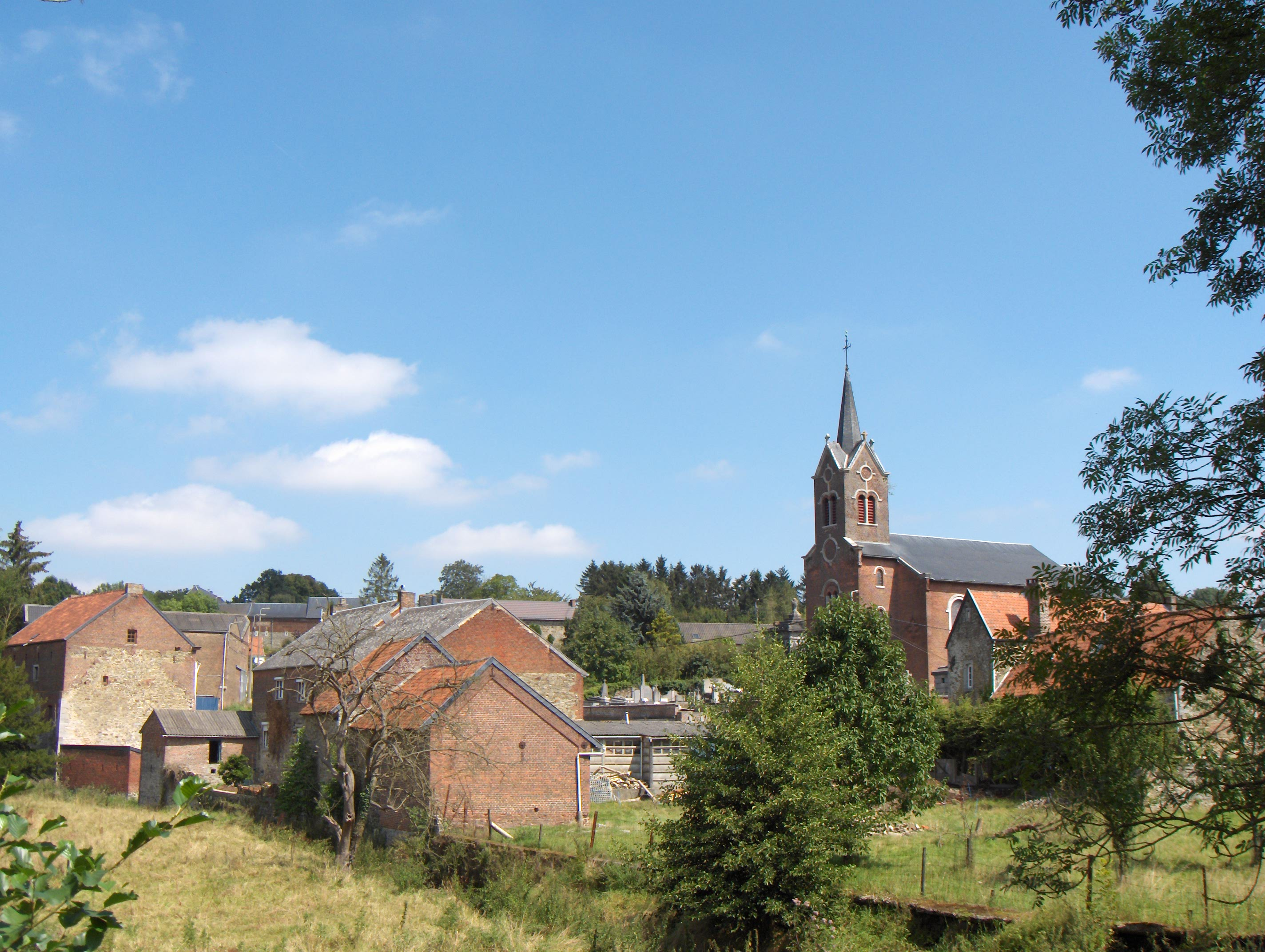
Zicht op Fallais

## Geschiedenis
In de 17e en 18e eeuw was het een der Redemptiedorpen; het behoorde tot 1795 de Republiek der Zeven Verenigde Nederlanden toe.

## Bezienswaardigheden
- De Onze-Lieve-Vrouw-Hemelvaartkerk (Église de l'Assomption de la Sainte Vierge) is een neoclassicistisch kerkgebouw van 1854.
- De Butte Saint-Sauveur, een heuvel van vulkanische oorsprong in Pitet met een ruïne van een middeleeuws kerkje en vindplaats van Romeinse en Merovingische graven.
- Het Kasteel van Fallais
- De Moulin de Fallais (ook: Moulin Banal) is een onderslagmolen op de Mehaigne
- De Moulin du Val de Mehaigne is een onderslagmolen op de Mehaigne in het gehucht Pitet
- De Li Stwèrdu is een bovenslagmolen op de Mehaigne
- De Moulin des Falihottes is een bovenslagmolen op de Mehaigne in het gehucht Pitet
- De Kasteelhoeve van Pitet (Château-ferme de Pitet) is een vierkantshoeve die in de loop van de 17e en 18e eeuw werd gebouwd en in de 19e en 20e eeuw nog werd gewijzigd.

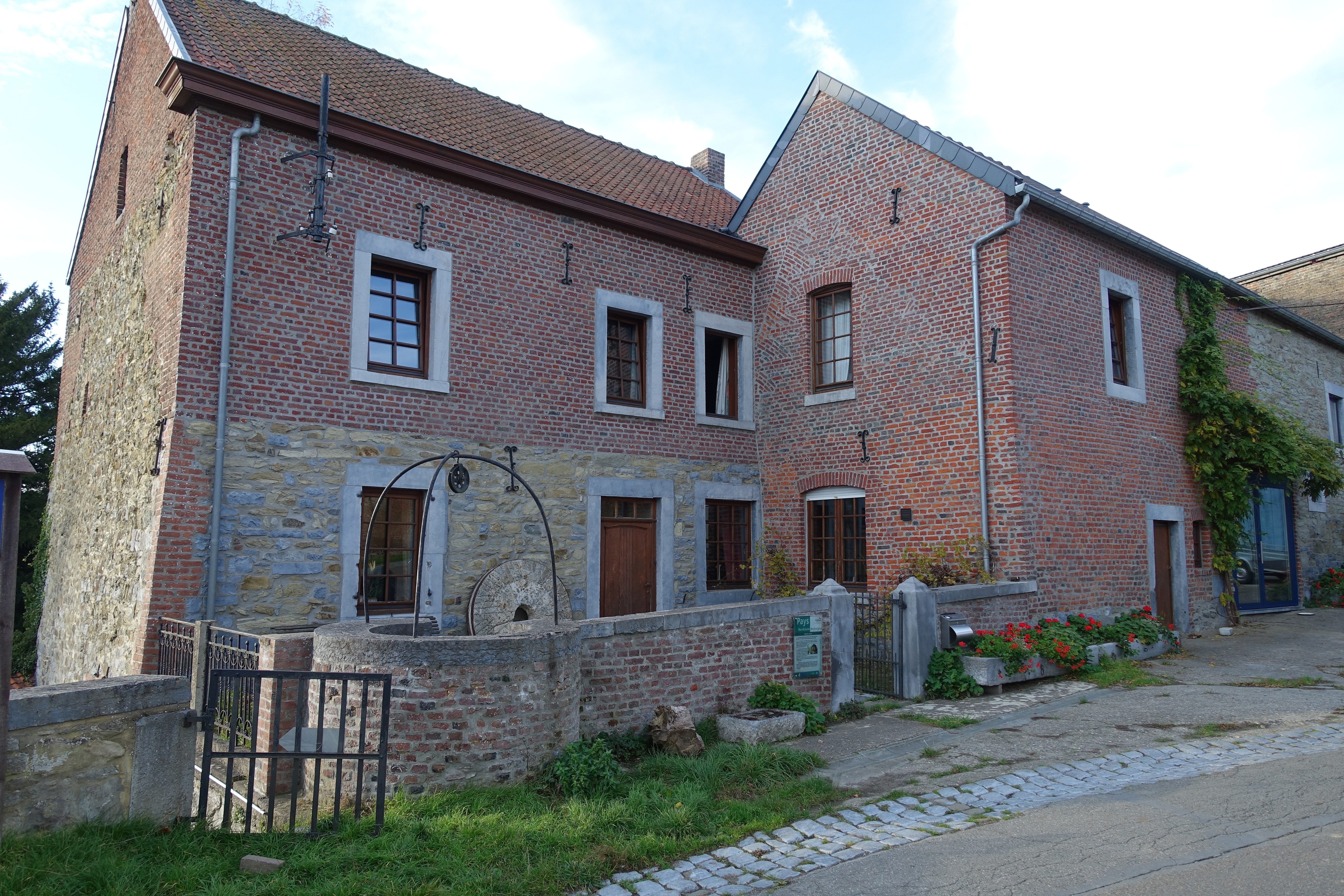
Watermolen van Fallais - straatkant
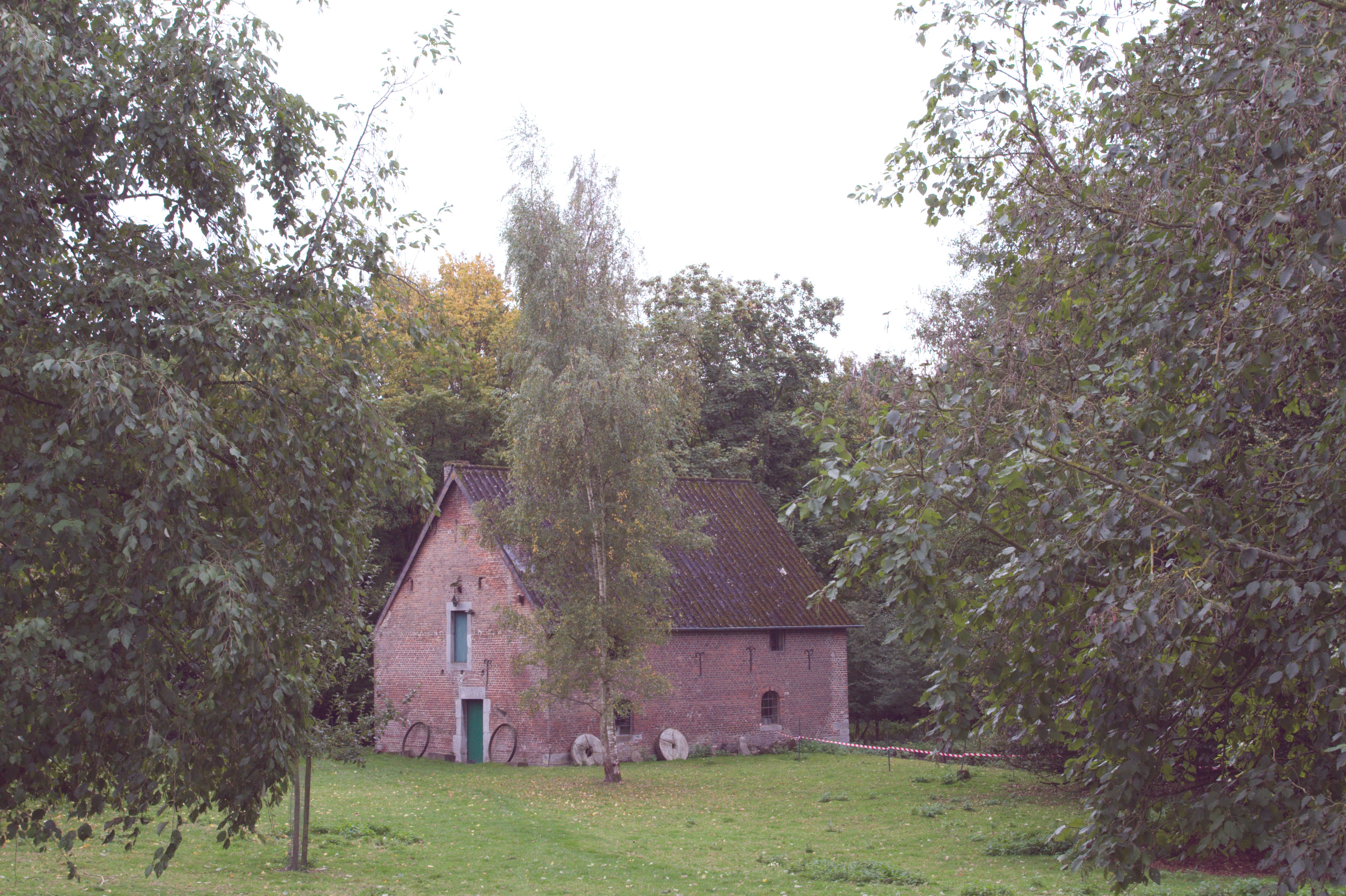
Watermolen 'Li Stwerdu'
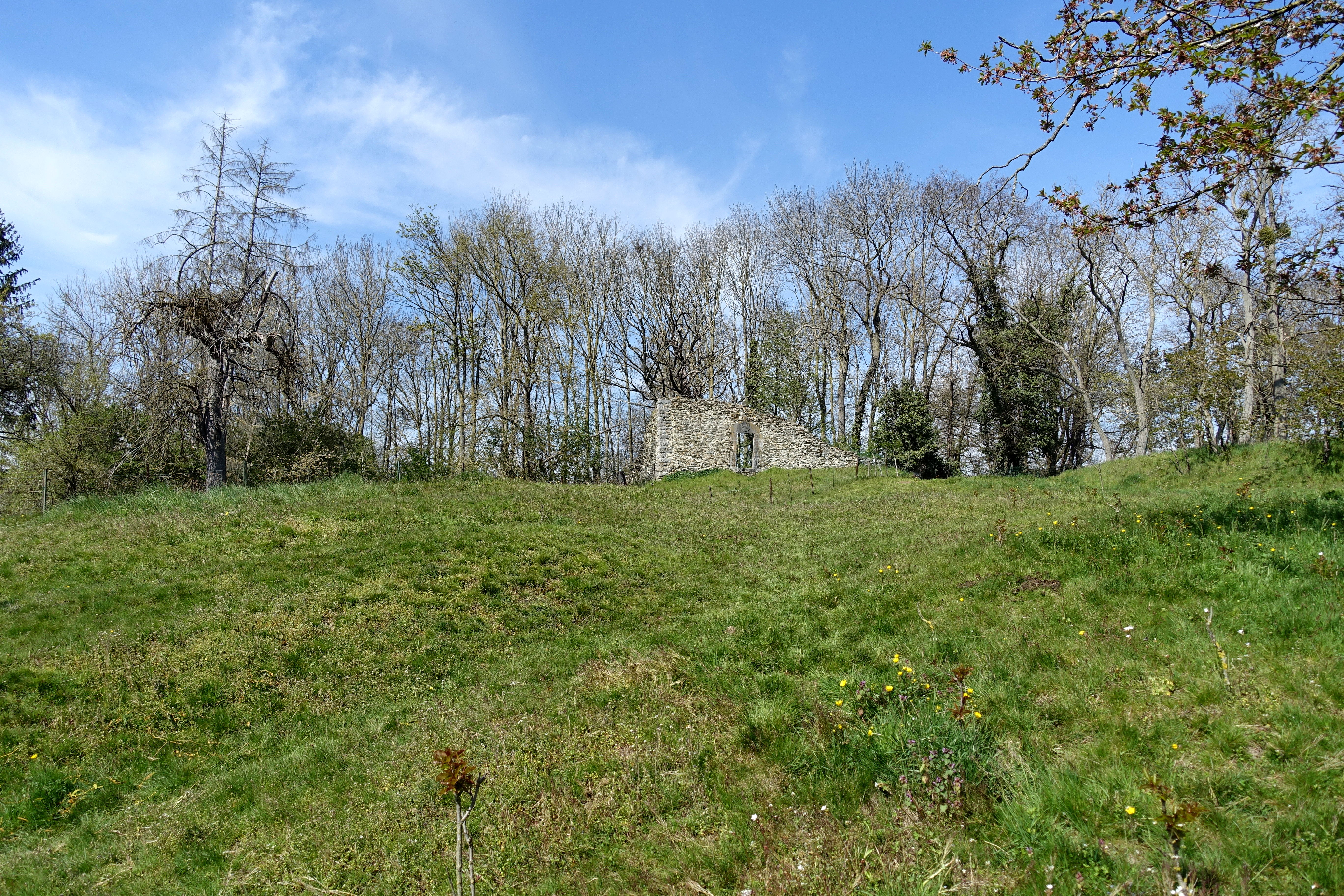
Mont-Saint-Sauveur
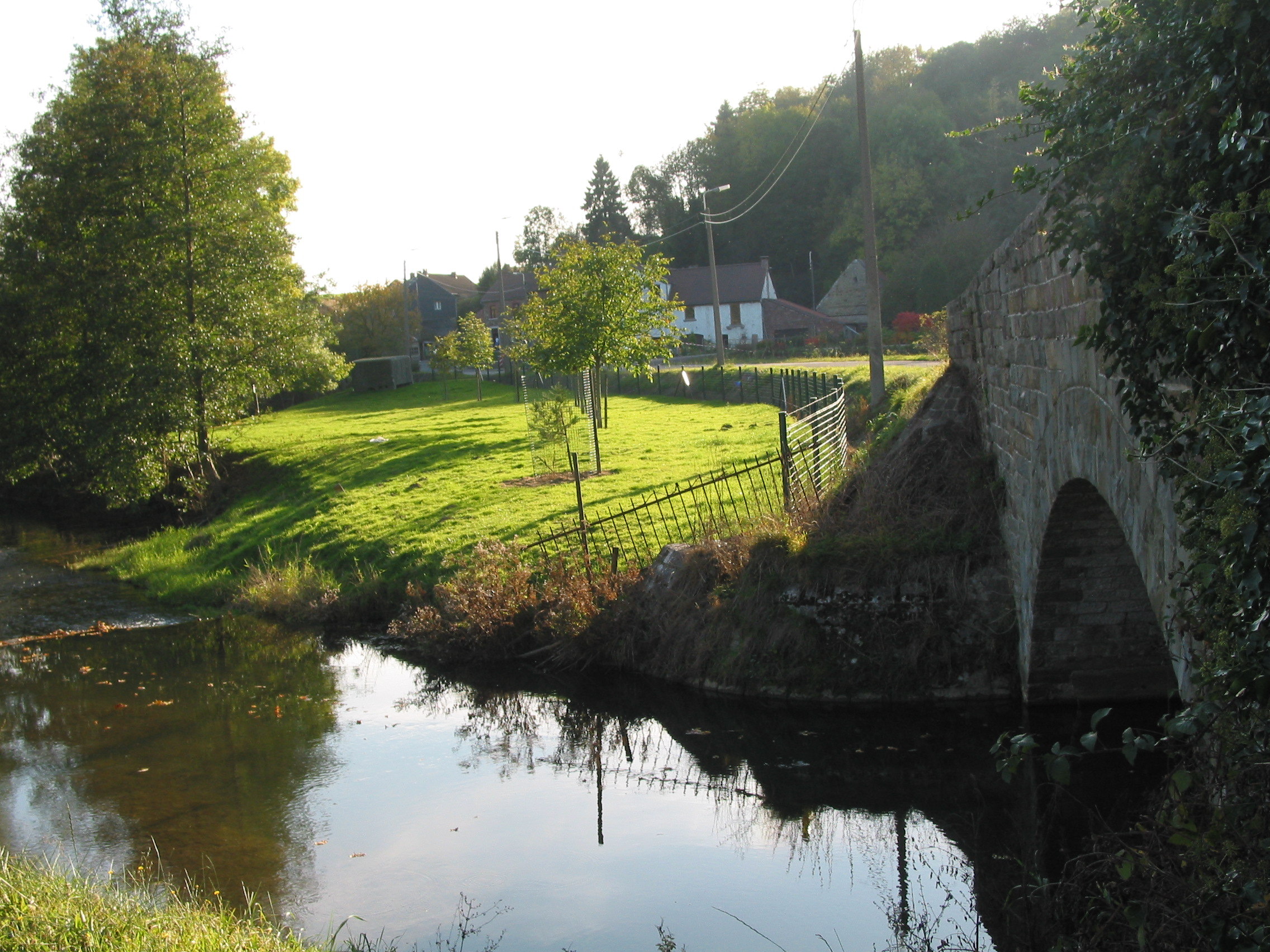
Pitet, brug over de Mehaigne
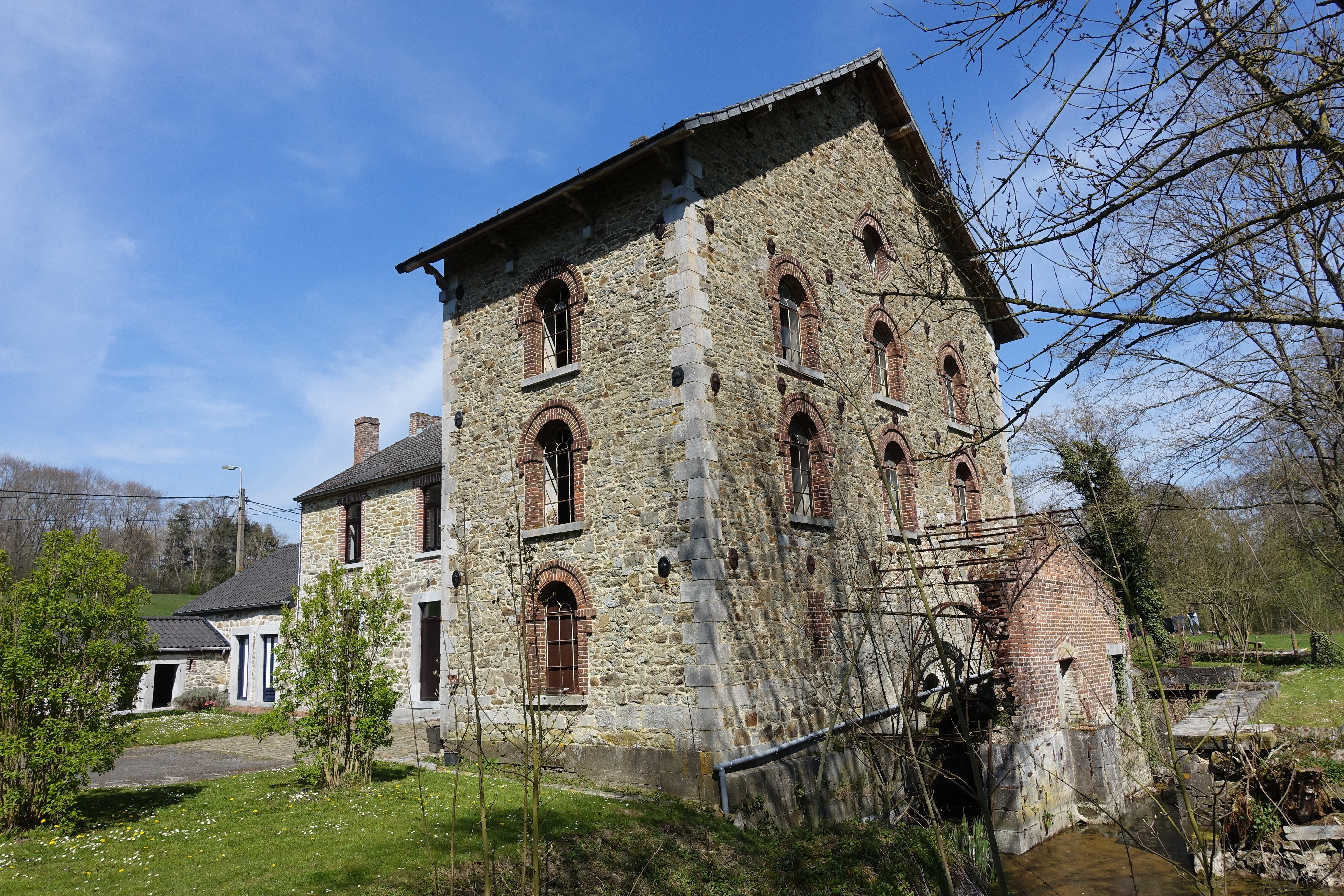
Molen Val du Mehaigne in Pitet

## Natuur en landschap
Fallais ligt aan de Mehaigne. De hoogte aan de kerk bedraagt 121 meter.

## Demografische ontwikkeling
- Bronnen:NIS, Opm:1831 tot en met 1970=volkstellingen, 1976= inwoneraantal op 31 december

## Nabijgelegen kernen
Latinne, Vieux-Waleffe, Fumal, Marneffe
Deelgemeenten: Avennes · Braives · Ciplet · Fallais · Fumal · Hosdent-sur-Mehaigne · Latinne · Tourinne · Ville-en-Hesbaye

Belgische gemeenten · Arrondissement Borgworm · Henegouwen · Wallonië